# Птолемей XIV
Птолемей XIV (Неоте́рос) — царь Египта, правил в 47 — 44 годах до н. э. Из династии Птолемеев. Сын Птолемея XII Авлета, младший брат Клеопатры VII, Арсинои IV и Птолемея XIII.

## Биография
После разгрома египетской армии Гай Юлий Цезарь вернулся в Александрию хозяином положения. Хотя Клеопатру не любили египетские греки и македоняне, она была возведена на трон 13 января 47 года до н. э.. Её официальный супруг, брат Птолемей XIII, исчез, видимо, утонув в Ниле, спасаясь после разгрома египтян римскими легионами. Поэтому Цезарь решил заменить его младшим братом Птолемеем XIV, которому на то время было около 12 лет. В текстах брат и сестра назывались Богами Филопаторами. Предположительно, этот эпитет носил старший брат, соправитель Клеопатры, а затем его принял и младший. Сам он не имел никакой власти.
Положение в мире требовало немедленного отъезда Цезаря в Рим. Совершив увеселительную прогулку с Клеопатрой на корабле по Нилу до самой эфиопской границы, Цезарь в апреле покинул Египет. Сестру Клеопатры Арсиною также отправили в Рим, чтобы спустя некоторое время эта царевна в цепях прошла за триумфальной колесницей Цезаря. В Египте римский диктатор оставил три легиона под началом Руфина, чтобы укрепить Клеопатру на троне. Возможно, именно тогда Цезарь передал Кипр под власть Птолемеев. Во всяком случае, когда Цезарь погиб, Кипр снова был владением Лагидов.
23 пайни (23 июня) 47 года до н. э. Клеопатра родила сына — по её словам, от Цезаря. В 46 году до н. э. Клеопатра с братом Птолемеем XIV в сопровождении большой свиты прибыла в Рим и поселилась во владениях Цезаря. Формально целью посольства было заключение союза между Римом и Египтом. На самом деле Клеопатра, видимо, рассчитывала выйти замуж за Цезаря и, со временем, сделать их общего сына Цезариона наследником трона, и той новой монархии, которую насаждал в Древнем Риме диктатор, и Египта Птолемеев. Несмотря на то, что Цезарь в то время был женат на римлянке Кальпурнии, он признал сына Клеопатры, так как у него не было законных детей. Убийство Цезаря 15 марта 44 года до н. э. положило конец её честолюбивым планам и сделало её пребывание в Риме чрезвычайно опасным. Царица сбежала в Египет примерно две недели спустя.

## Смерть
Видимо, Клеопатра привезла с собой в Египет своего брата Птолемея XIV, так как один из папирусов из Оксиринха от 26 июня 44 года до н. э. по-прежнему датирован годами правления Клеопатры и Птолемея. Но вскоре после возвращения он умер. Евсевий Кесарийский, со слов Порфирия Тирского, в своей «Хронике» сообщает, что Клеопатра подстроила его смерть на 4-м году его правления, который являлся также 8-м годом правления самой Клеопатры (то есть в 44 году до н. э.). Иосиф Флавий утверждает, что она его отравила, когда тому было 15 лет. Это вполне вероятно; с рождением сына Цезариона у Клеопатры отпала необходимость держать брата в соправителях и появилась возможность провозгласить сына в качестве соправителя под именем Птолемея XV и официального наследника египетского престола.
| Династия Птолемеев            |                                                                         |                                |
| Предшественник: Птолемей XIII | царь Египта 47 — 44 до н. э. совместно с Клеопатрой VII (правил 3 года) | Преемник: Птолемей XV Цезарион |